# Eupithecia confluens
Eupithecia confluens là một loài bướm đêm trong họ Geometridae.